# Amblyxypha
Amblyxypha is een geslacht van rechtvleugeligen uit de familie veldsprinkhanen (Acrididae). De wetenschappelijke naam van dit geslacht is voor het eerst geldig gepubliceerd in 1925 door Uvarov.

## Soorten
Het geslacht Amblyxypha  is monotypisch en omvat slechts de volgende soort:
- Amblyxypha vittata (Walker, 1870)